# Amblyeleotris sungami
Amblyeleotris sungami is een straalvinnige vissensoort uit de familie van grondels (Gobiidae). De wetenschappelijke naam van de soort is voor het eerst geldig gepubliceerd in 1969 door Klausewitz.